# Stade El Massira
Stade El Massira – wielofunkcyjny stadion w Safi, w Maroku. Jego pojemność wynosi 15 000 widzów. Został otwarty w 1940 roku. Swoje spotkania na obiekcie rozgrywają piłkarze klubu Olympic Safi.